# 港通控股
港通控股有限公司（簡稱港通，前稱香港隧道有限公司）（港交所：0032），為一間以交通基建投資為主的控股公司，曾先後持有多條香港隧道的BOT專營權。
港通於1965年成立，曾擁有興建及經營香港紅磡海底隧道之專營權。該專營權至1999年終止。及後，港通透過「香港運輸物流及管理有限公司」（前稱香港隧道及高速公路管理有限公司），根據與香港政府續簽之「管理、營運和維修保養」合約，為紅隧提供管理服務，直至2011年由另一承辦商接手。
港通曾於1977年提議以BOT模式，分別興建及營運第二條過海通道及香港仔隧道。然而，在1984年前者經營權招標時，由日中財團為首的「新香港隧道有限公司」投得；而後者BOT提議則於1978年被政府拒絕。
港通連同其全資附屬公司持有香港西區隧道有限公司50%股權。該公司擁有由1993年起至2023年止興建及經營西區海底隧道之專營權，現已終止。
於2008年，港通自華潤集團手中，收購大老山隧道有限公司39.5%實際權益。該公司擁有由1988年至2018年興建及經營大老山隧道之專營權，現已終止。
另外，港通持有香港駕駛學院有限公司70%股權。香港駕駛學院在香港經營三間特定之駕駛學校。港通並在一間擁有快易通有限公司半數權益之公司持有70%股權。快易通提供之電子收費設施覆蓋香港11條不同收費道路及隧道。
港通原為會德豐系公司，而現時控股股東為渝太地產集團有限公司（港交所：0075）。

## 投資
港通控股披露在2020年12月28日至2021年8月18日期間，以2.5億港元買入115.14萬股阿里巴巴的股票，平均買入價約每股217.13港元。截至2021年7月21日，阿里巴巴的股價下挫至157.9港元，蝕面虧損約6820萬港元。

## 外部連結
- 港通控股 （页面存档备份，存于）